# NGC 5529
NGC 5529 (другие обозначения — UGC 9127, IRAS14134+3627, MCG 6-31-85, FGC 1735, ZWG 191.69, KUG 1413+364A, PGC 50942) — спиральная галактика (SABbc) в созвездии Волопас. Она находится от Земли на расстоянии примерно 144 миллиона световых лет и была открыта Уильямом Гершелем 1 мая 1785 года.
Этот объект входит в число перечисленных в оригинальной редакции «Нового общего каталога».
Галактика наблюдается с ребра. Её угловой размер составляет 6,2', а диаметр — 250 тысяч световых лет, что вдвое превышает диаметр Млечного Пути. Форма балджа указывает на то, что галактика является спиральной с баром. Северо-западный край галактики вращается по направлению к нам. Самой яркой частью галактики является слегка выступающий от диска центральный балдж. Южная его часть, отделённая от северной полосой пыли, немного ярче. 
Рядом с ней находятся ещё 16 галактик, входящих с ней в одну группу: NGC 5533, NGC 5544, NGC 5545 (эти две галактики взаимодействуют и внесены в Атлас пекулярных галактик с обозначением Arp 199), NGC 5557, NGC 5589, NGC 5590, NGC 5596, NGC 5614, NGC 5656, NGC 5675, NGC 5684, NGC 5695, PGC 50925, Kregel B, IKPM 1, IKPM 2. Также близко на небе расположены не связанные с NGC 5529 галактики: PGC 50952, PGC 50950, SDSSCGA 240.3, PGC 2076843, PGC 2076761, PGC 2076904, SDSS J141555.31+361333.9.
Между NGC 5529 и PGC 50925, а также между NGC 5529 и Kregel B имеются перемычки из атомарного водорода.